# Druha Liha 2021-2022
La Druha Liha 2021-2022 è stata la 31ª edizione della terza serie del campionato ucraino di calcio. La stagione è iniziata il 24 luglio 2021 ed è terminata anzitempo a causa dell'invasione russa dell'Ucraina del 2022.

## Novità
Al termine della stagione 2020-2021 sono retrocessi dalla Perša Liha il Kremin' Kremenčuk e il Krystal Cherson.
Sono salite, invece, in Perša Liha 2021-2022 Metal Charkiv, Podillja, Užhorod e Kryvbas Kryvyj Rih.
Il Mykolaïv, piazzatosi quarto nella passata stagione, ha rinunciato alla Perša Liha. Ciò ha comportato il ripescaggio del Kremin' Kremenčuk.
Obolon'-2, Mykolaïv-2, Volyn'-2 non si sono iscritte a questa edizione del campionato. Sono retrocesse nelle divisioni dilettantistiche Karpaty e Čerkaščyna (quest'ultima esclusa nel corso della passata stagione).
Dodici club sono stati promossi dalle divisioni amatoriali: si tratta di Karpaty L'viv, Munkacs Mukačevo, Viktorija Mykolaïvka, LNZ Čerkasy, Livyj Bereh, AFSC Kiev, Ljubomyr Stavyšče, Vovčans'k, Sumy, Skoruk Tomakivka, SC Poltava e Trostjanec'.

## Formula
Le 31 squadre sono suddivise in due gironi: uno da quindici squadre, l'altro da sedici. Le prime due classificate di ciascun girone, saranno promosse in Perša Liha. La due prime classificate, disputeranno un incontro su campo neutro per decretare la vincitrice assoluta del campionato.
Le ultime classificate, retrocedono nelle divisioni regionali.

## Avvenimenti
Il 24 febbraio 2022, dopo giorni di tensione tra Russia e Ucraina, la Federazione decide di sospendere il campionato vista l'emergenza guerra e gli attacchi militari avvenuti nella mattina del 24 febbraio. Il 26 aprile 2022, la federcalcio ucraina ha ufficialmente terminato anzitempo il campionato.

## Classifiche

### Girone A
|  | Pos. | Squadra                    | Pt | G  | V  | N | P  | GF | GS | DR  |
|  | ---- | -------------------------- | -- | -- | -- | - | -- | -- | -- | --- |
|  | 1.   | Karpaty L'viv              | 48 | 18 | 16 | 0 | 2  | 46 | 7  | +39 |
|  | 2.   | Livyj Bereh                | 46 | 19 | 15 | 1 | 3  | 47 | 14 | +33 |
|  | 3.   | LNZ Čerkasy                | 41 | 17 | 13 | 2 | 2  | 36 | 9  | +27 |
|  | 4.   | Dinaz Vyšhorod             | 40 | 19 | 13 | 1 | 5  | 33 | 18 | +15 |
|  | 5.   | Epicentr                   | 37 | 19 | 12 | 1 | 6  | 30 | 19 | +11 |
|  | 6.   | Munkacs Mukačevo           | 29 | 19 | 8  | 5 | 6  | 25 | 24 | +1  |
|  | 7.   | Karpaty Halyč              | 25 | 18 | 7  | 4 | 7  | 23 | 23 | 0   |
|  | 8.   | Nyva Vinnycja              | 25 | 17 | 7  | 4 | 6  | 29 | 20 | +9  |
|  | 9.   | Bukovyna Černivci          | 23 | 17 | 6  | 5 | 6  | 20 | 17 | +3  |
|  | 10.  | Černihiv                   | 20 | 18 | 5  | 5 | 8  | 17 | 24 | -7  |
|  | 11.  | Dnipro Čerkasy             | 17 | 18 | 5  | 2 | 11 | 24 | 32 | -8  |
|  | 12.  | Čajka Petropav. Borščahiv. | 15 | 19 | 3  | 6 | 10 | 16 | 40 | -24 |
|  | 13.  | Rubicon Kiev               | 11 | 18 | 3  | 2 | 13 | 12 | 38 | -26 |
|  | 14.  | AFSC Kiev                  | 8  | 19 | 1  | 5 | 13 | 8  | 38 | -30 |
|  | 15.  | Ljubomyr Stavyšče          | 4  | 19 | 1  | 1 | 17 | 8  | 51 | -43 |

Note:
Tre punti a vittoria, uno a pareggio, zero a sconfitta.
In caso di arrivo di due o più squadre a pari punti, la graduatoria verrà stilata secondo la classifica avulsa tra le squadre interessate.

### Girone B
|  | Pos. | Squadra                | Pt | G  | V  | N | P  | GF | GS | DR  |
|  | ---- | ---------------------- | -- | -- | -- | - | -- | -- | -- | --- |
|  | 1.   | Metalurh Zaporižžja    | 45 | 19 | 13 | 6 | 0  | 34 | 7  | +27 |
|  | 2.   | Skoruk Tomakivka       | 41 | 20 | 12 | 5 | 3  | 33 | 14 | +19 |
|  | 3.   | Peremoha Dnipro        | 39 | 20 | 12 | 3 | 5  | 34 | 14 | +20 |
|  | 4.   | Balkany Zorja          | 39 | 20 | 10 | 9 | 1  | 34 | 14 | +20 |
|  | 5.   | Tavrija                | 33 | 19 | 9  | 6 | 4  | 28 | 19 | +9  |
|  | 6.   | SC Poltava             | 31 | 20 | 9  | 4 | 7  | 29 | 27 | +2  |
|  | 7.   | Trostjanec'            | 31 | 19 | 9  | 4 | 6  | 34 | 29 | +5  |
|  | 8.   | Mykolaïv               | 30 | 17 | 8  | 6 | 3  | 35 | 24 | +11 |
|  | 9.   | Vovčans'k              | 27 | 20 | 7  | 6 | 7  | 27 | 25 | +2  |
|  | 10.  | Viktorija Mykolaïvka   | 27 | 19 | 8  | 3 | 8  | 22 | 23 | -1  |
|  | 11.  | Jarud Mariupol'        | 24 | 20 | 6  | 6 | 8  | 36 | 29 | +7  |
|  | 12.  | Nikopol'               | 20 | 20 | 5  | 5 | 10 | 22 | 42 | -20 |
|  | 13.  | Enerhija Nova Kachovka | 17 | 20 | 5  | 2 | 13 | 20 | 40 | -20 |
|  | 14.  | Real Farma Odessa      | 14 | 20 | 4  | 2 | 14 | 22 | 49 | -27 |
|  | 15.  | Krystal Cherson        | 9  | 20 | 2  | 3 | 15 | 19 | 36 | -17 |
|  | 16.  | Sumy                   | 5  | 19 | 1  | 2 | 16 | 16 | 53 | -37 |

Note:
Tre punti a vittoria, uno a pareggio, zero a sconfitta.
In caso di arrivo di due o più squadre a pari punti, la graduatoria verrà stilata secondo la classifica avulsa tra le squadre interessate.